# Nibelungenbahn
| Vorbeifahrt am ehemaligen Halt Lorscher Wald |                                   |                                           |                                           |
| Streckennummer (DB): | 3571                              |                                           |                                           |
| Kursbuchstrecke (DB): | 653                               |                                           |                                           |
| Kursbuchstrecke: | 316c (1946)                       |                                           |                                           |
| Streckenlänge: | 18,297 km                         |                                           |                                           |
| Spurweite: | 1435 mm (Normalspur)              |                                           |                                           |
| Streckenklasse: | D4                                |                                           |                                           |
| Stromsystem: | Hofheim–Bürstadt: 15 kV 16,7 Hz ~ |                                           |                                           |
| Streckengeschwindigkeit: | 100 km/h                          |                                           |                                           |
| Zugbeeinflussung: | PZB                               |                                           |                                           |
| |                                   |                                           |                                           |
| \| \| \| von Worms Hbf (Worms Hbf km 0) \| \| \| \| 5,613 \| Hofheim (Ried) \| Hofheim (Ried) \| \| \| \| nach Biblis \| \| \| \| 10,208 \| Bürstadt (Turmbahnhof) Mannheim–Frankfurt \| Bürstadt (Turmbahnhof) Mannheim–Frankfurt \| \| \| 12,945 \| Riedrode \| Riedrode \| \| \| 14,720 \| Lorscher Wald[1] \| Lorscher Wald[1] \| \| \| \| Bundesautobahn 67 \| \| \| \| 18,179 \| Lorsch \| Lorsch \| \| \| \| nach Heppenheim (Bergstr) \| \| \| \| \| Weschnitz \| \| \| \| \| Bundesautobahn 5 \| \| \| \| \| \| \| \| \| \| Bensheim Wormser Bahnhof (1869–1872) \| \| \| \| \| \| von Heidelberg \| \| \| 23,910 \| Bensheim \| 109 m \| \| \| \| \| nach Darmstadt \| \| \| \| \| \| \| Quellen: [2][3] \| \| \| \| |                                   |                                           |                                           |
| Strecke |                                   | von Worms Hbf (Worms Hbf km 0)            | von Worms Hbf (Worms Hbf km 0)            |
| Bahnhof | 5,613                             | Hofheim (Ried)                            | Hofheim (Ried)                            |
| Abzweig geradeaus und nach links |                                   | nach Biblis                               | nach Biblis                               |
| Turmbahnhof geradeaus unten | 10,208                            | Bürstadt (Turmbahnhof) Mannheim–Frankfurt | Bürstadt (Turmbahnhof) Mannheim–Frankfurt |
| Haltepunkt / Haltestelle | 12,945                            | Riedrode                                  | Riedrode                                  |
| ehemaliger Haltepunkt / Haltestelle | 14,720                            | Lorscher Wald                             | Lorscher Wald                             |
| Strecke mit Straßenbrücke |                                   | Bundesautobahn 67                         | Bundesautobahn 67                         |
| Bahnhof | 18,179                            | Lorsch                                    | Lorsch                                    |
| Abzweig geradeaus und ehemals nach rechts |                                   | nach Heppenheim (Bergstr)                 | nach Heppenheim (Bergstr)                 |
| Brücke über Wasserlauf |                                   | Weschnitz                                 | Weschnitz                                 |
| Strecke mit Straßenbrücke |                                   | Bundesautobahn 5                          | Bundesautobahn 5                          |
| Abzweig geradeaus und ehemals nach links · Strecke von rechts (außer Betrieb) |                                   |                                           |                                           |
| Strecke · Kopfbahnhof Streckenende (Strecke außer Betrieb) |                                   | Bensheim Wormser Bahnhof (1869–1872)      | Bensheim Wormser Bahnhof (1869–1872)      |
| Abzweig geradeaus und von rechts |                                   |                                           | von Heidelberg                            |
| Bahnhof | 23,910                            | Bensheim                                  | 109 m                                     |
| Strecke |                                   |                                           | nach Darmstadt                            |
| |                                   |                                           |                                           |
| Quellen: |                                   |                                           |                                           |

Die Nibelungenbahn ist eine eingleisige und teilweise elektrifizierte Nebenbahn in Hessen. Sie zweigt in Hofheim von der Bahnstrecke Worms–Biblis ab und führt über Bürstadt und Lorsch nach Bensheim. Zu ihrem Namen kam die Strecke, weil sie mehrere Orte miteinander verbindet, die in der Nibelungensage eine wichtige Rolle spielen.

## Entwicklung

### Vorgeschichte
Nachdem 1846 die Bahnstrecke Frankfurt am Main–Heidelberg in Nord-Süd-Richtung entlang der Bergstraße durch die Main-Neckar-Eisenbahn-Gesellschaft eröffnet wurde, das Verkehrsaufkommen gestiegen und die Eisenbahntechnik weiter entwickelt war, sollte auch der hessische Teil des vorderen Odenwaldes mit der Eisenbahn erschlossen werden. Für die aus dieser Gegend stammenden Rohstoffe sollte ein einfacher Transportweg zum Hafen in Worms geschaffen werden. In den 1860er Jahren begannen erste Planungen, wobei sich sowohl die Stadt Bensheim als auch das etwas südlicher gelegene Heppenheim darum bemühten, Ausgangspunkt von Odenwaldstrecke und Nibelungenbahn zu werden. 1865 wurden 12.000 Reisende mit der Postkutsche zwischen Worms und Bensheim befördert.

### Bau und Betrieb
Trotz unbeendeter Planungen der Odenwaldstrecke fiel eine Entscheidung für die Trassenführung Hofheim–Bensheim. Die Strecke wurde von der Hessischen Ludwigsbahn (HLB) für 2,75 Millionen Gulden gebaut und wurde am 27. Oktober 1869 eröffnet. In Bensheim trafen daraufhin die Strecken von zwei Bahngesellschaften, der HLB und der Main-Neckar-Eisenbahn aufeinander. Die HLB betrieb ab 1869 zunächst einen eigenen Bahnhof, den Wormser Bahnhof, der an der Ecke Dammstraße / Schwanheimer Straße lag. Dieser Zustand dauerte aber nur drei Jahre: 1872 wurde die Bahnstrecke von Worms in den Bahnhof Bensheim der Main-Neckar-Eisenbahn eingeführt.
Ab Beginn des Winterfahrplans am 1. November 1869 fuhren täglich 10 Züge zwischen Worms und Bensheim. Die Trasse begann zunächst im rechtsrheinischen Bahnhof von Worms, dem Bahnhof Rosengarten, ab 1903, nach dem Bau der Rheinbrücke Worms, dann in Worms Hauptbahnhof und verlief bis Hofheim (Ried) gemeinsam mit der Bahnstrecke Darmstadt–Worms. Die Bahnstrecke Mannheim–Frankfurt überquert die Nibelungenbahn im Bahnhof Bürstadt, einem Turmbahnhof. Am 10. Februar 1914 wurden „mit Eintritt der Dunkelheit“ auf der Strecke neue „Doppellichtvorsignale“ in Betrieb genommen, die dem heute noch gebräuchlichen Modell des Formsignals entsprachen.
Bis mindestens 1983 wurde die Strecke als Hauptbahn betrieben.

### Anschlüsse
Derweil zögerten sich die Planungen für die Odenwaldstrecke noch bis 1890 hinaus. Die endgültige Streckenführung der 1895 eröffneten Weschnitztalbahn hat jedoch den Ausgangspunkt in Weinheim, von wo aus die Bahnlinie dem Tal der Weschnitz folgt.
Zum 1. April 1903 wurde die eingleisige Verbindungsstrecke Heppenheim–Lorsch eröffnet. Sie hatte keinen weiteren Halt zwischen beiden Bahnhöfen. Am 10. Februar 1914 wurden auch auf dieser Strecke „mit Eintritt der Dunkelheit“ die neuen „Doppellichtvorsignale“ in Betrieb genommen. Nach dem Zweiten Weltkrieg wurde diese Verbindungsstrecke stillgelegt und demontiert.

### Erneuerung und Elektrifizierung

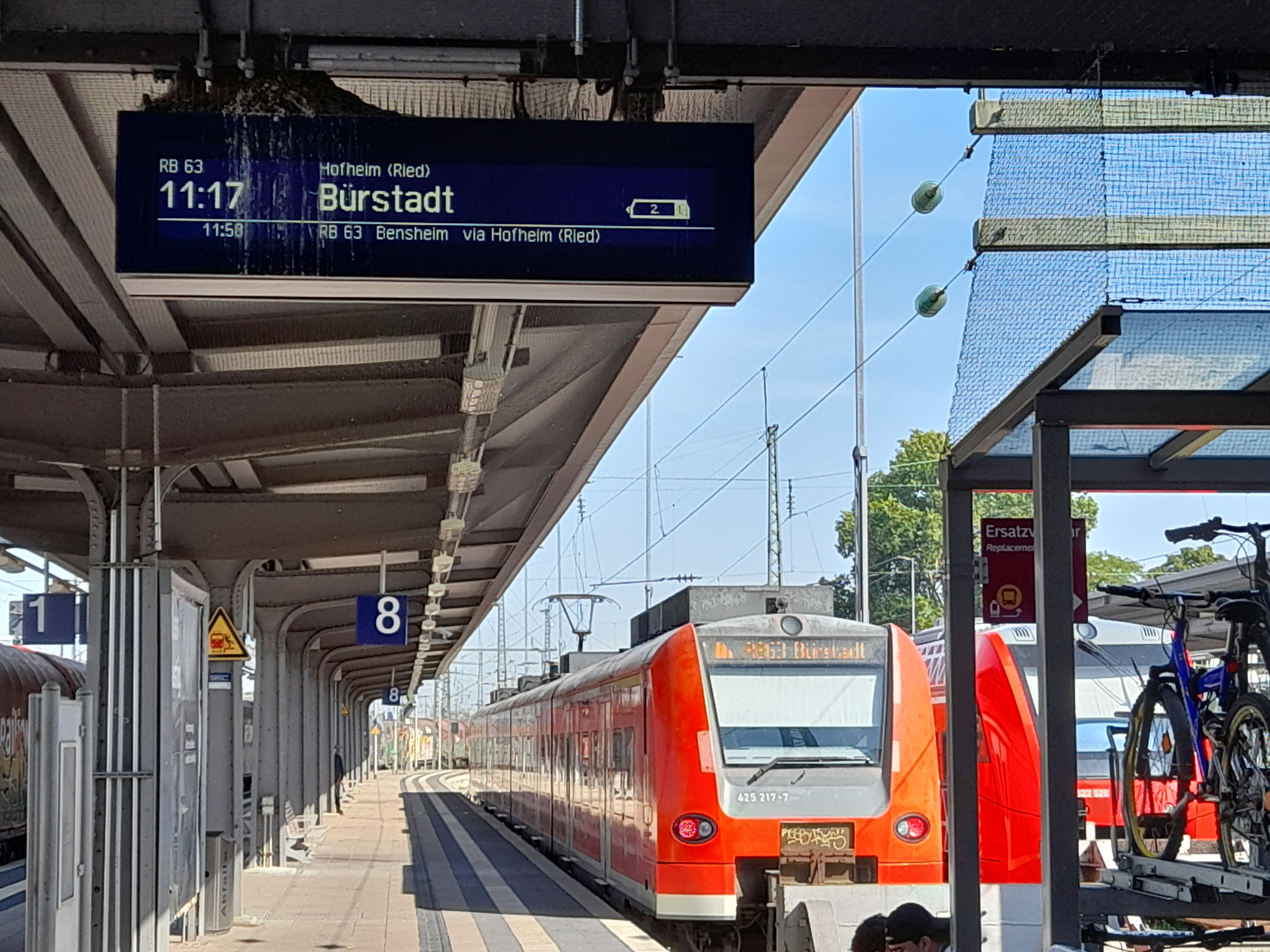
Elektro-Triebwagen für die Fahrt bis Bürstadt in Worms Hbf

Der für 2006 geplante Anschluss der Nibelungenbahn an das elektronische Stellwerk in Weinheim, der verkürzte Einfahrzeiten in die Bahnhöfe ermöglichen sollte, wurde nicht durchgeführt. Im Zuge der Ausschreibung der Nibelungenbahn als Teil des Streckenbündels „Rheinhessen/Weinstraße“ wurde eine vollständige Streckenmodernisierung angestrebt, eine Erneuerung der Sicherungstechnik ist dabei aktuell nicht mehr vorgesehen. Die Bahnsteige wurden ab 2016 stationsweise auf 55 Zentimeter erhöht, um nach der Ausschreibung barrierefreien Zugang zu den Zügen zu ermöglichen.
2024 elektrifizierte die Deutsche Bahn für sechs Millionen Euro den fünf Kilometer langen Abschnitt Hofheim–Bürstadt, um während der „Generalsanierung“ der Riedbahn 2024 elektrische Züge anbieten zu können. Ab Ende Januar 2024 wurden die Oberleitungsmasten aufgestellt und die Ausfahrsignale im Bahnhof Bürstadt versetzt. Am 17. Juni 2024 waren die Baumaßnahmen abgeschlossen.

## Fahrzeugeinsatz

Dampftriebwagen Bauart Thomas im Bahnhof Bensheim

Ab 1880 verkehrten auf der Strecke Dampftriebwagen der Bauart Thomas.
Bis zum Fahrplanwechsel im Dezember 2015 verkehrten Dieseltriebwagen der Baureihe 628, danach übernahmen Fahrzeuge der Baureihen 622 und 623. 2024 kamen auf den Verstärkerfahrten aufgrund der Generalsanierung der Riedbahn Fahrzeuge der Baureihe 425 zum Einsatz.

## Verkehr
Auf der schwach ausgelasteten Strecke verkehren stündliche Regionalbahn-Züge der Linie RB 63 der DB Regio. Die Zugkreuzungen finden meist zur Symmetriezeit in Bürstadt, in den Hauptverkehrszeiten von Montag bis Freitag mit einzelnen Verstärkerzügen in Lorsch statt.
Während der Sperrung und Sanierung der Riedbahn verkehrte im Fahrplanjahr 2024 ab dem 5. August auf dem elektrifizierten Abschnitt Hofheim–Bürstadt ein zweites Zugpaar pro Stunde zwischen Worms und Bürstadt.
Die Strecke ist vollständig in den Verkehrsverbund Rhein-Neckar integriert. Für Fahrten in Richtung Darmstadt und Frankfurt gelten auf der Strecke außerdem die Tarife des Rhein-Main-Verkehrsverbundes.

## Betriebsstellen

### Hofheim (Ried)

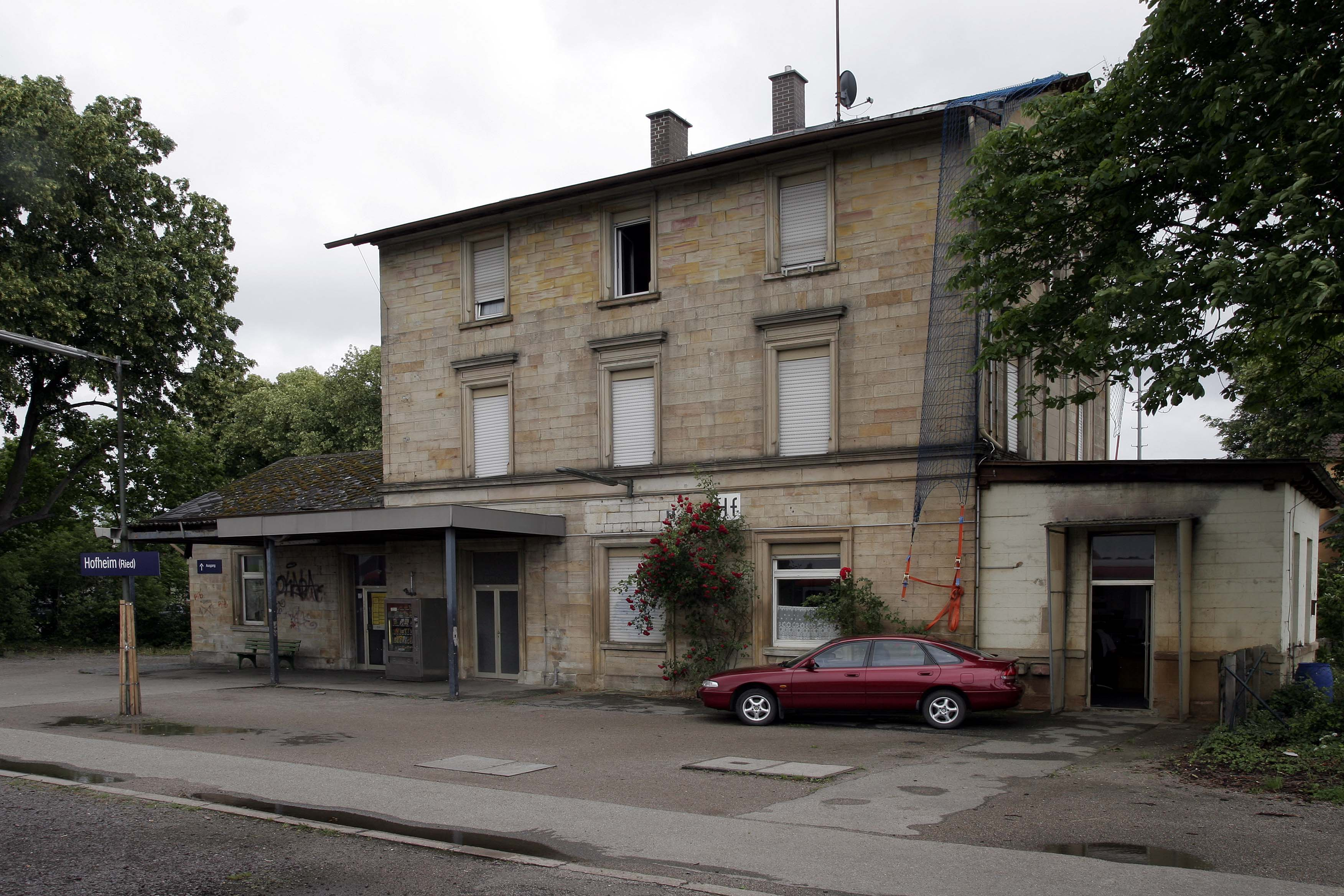
Bahnhof Hofheim (Ried)

Der Bahnhof Hofheim (Ried) ist der Bahnhof des Lampertheimer Ortsteils Hofheim. Im Bahnhof verzweigen sich die Strecken nach Biblis (Riedbahn) und Bensheim (Nibelungenbahn).

### Bürstadt

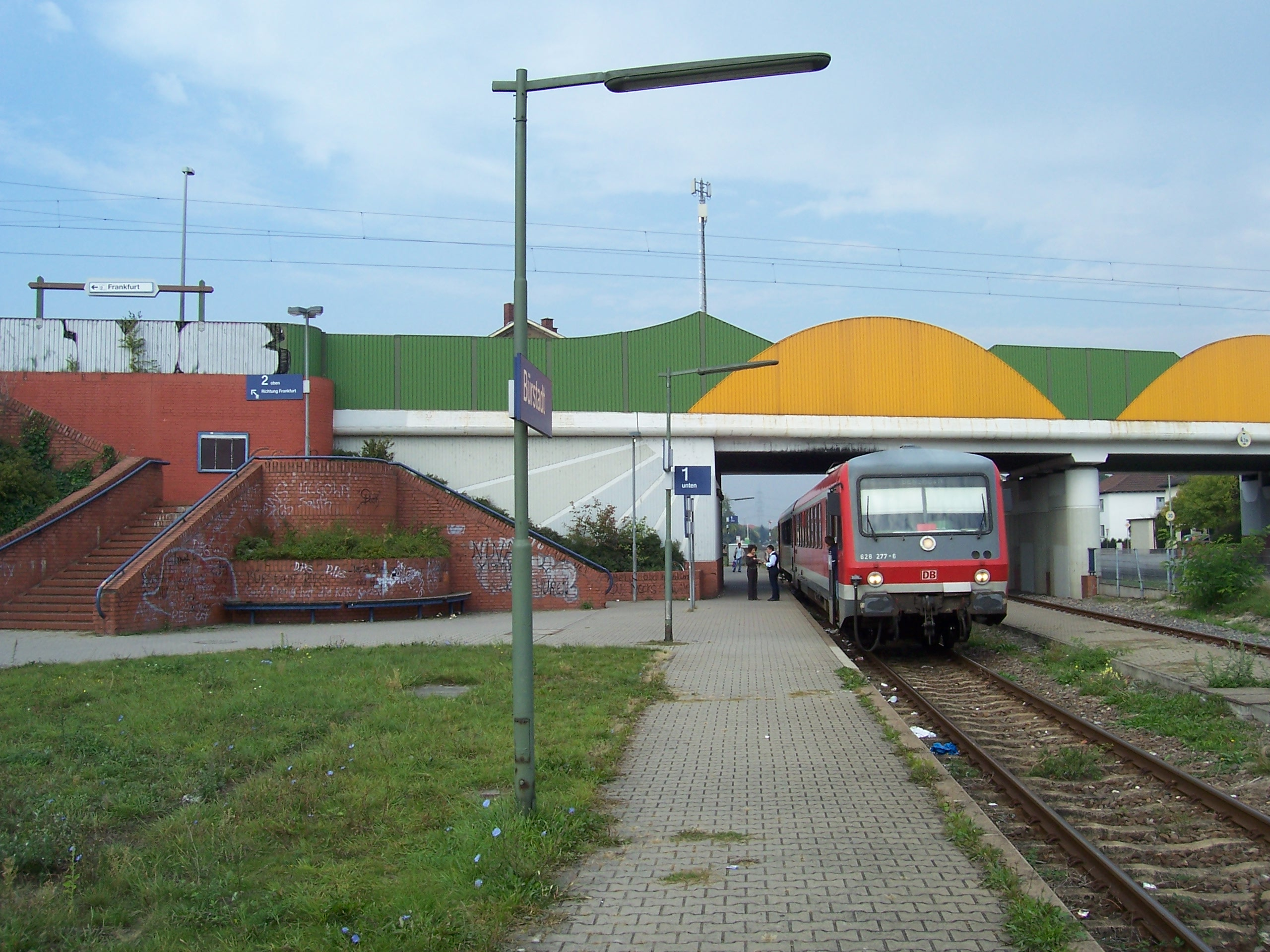
Turmbahnhof Bürstadt, Blick von der unteren Ebene

Der Bahnhof Bürstadt ist ein Turmbahnhof an der Nibelungenbahn, die hier die Riedbahn kreuzt. Der Bahnhof erhielt für die Gleise der Nibelungenbahn erst nachträglich eine Zugsicherung durch Signale, die am 9. September 1906 in Betrieb genommen wurden.

### Riedrode

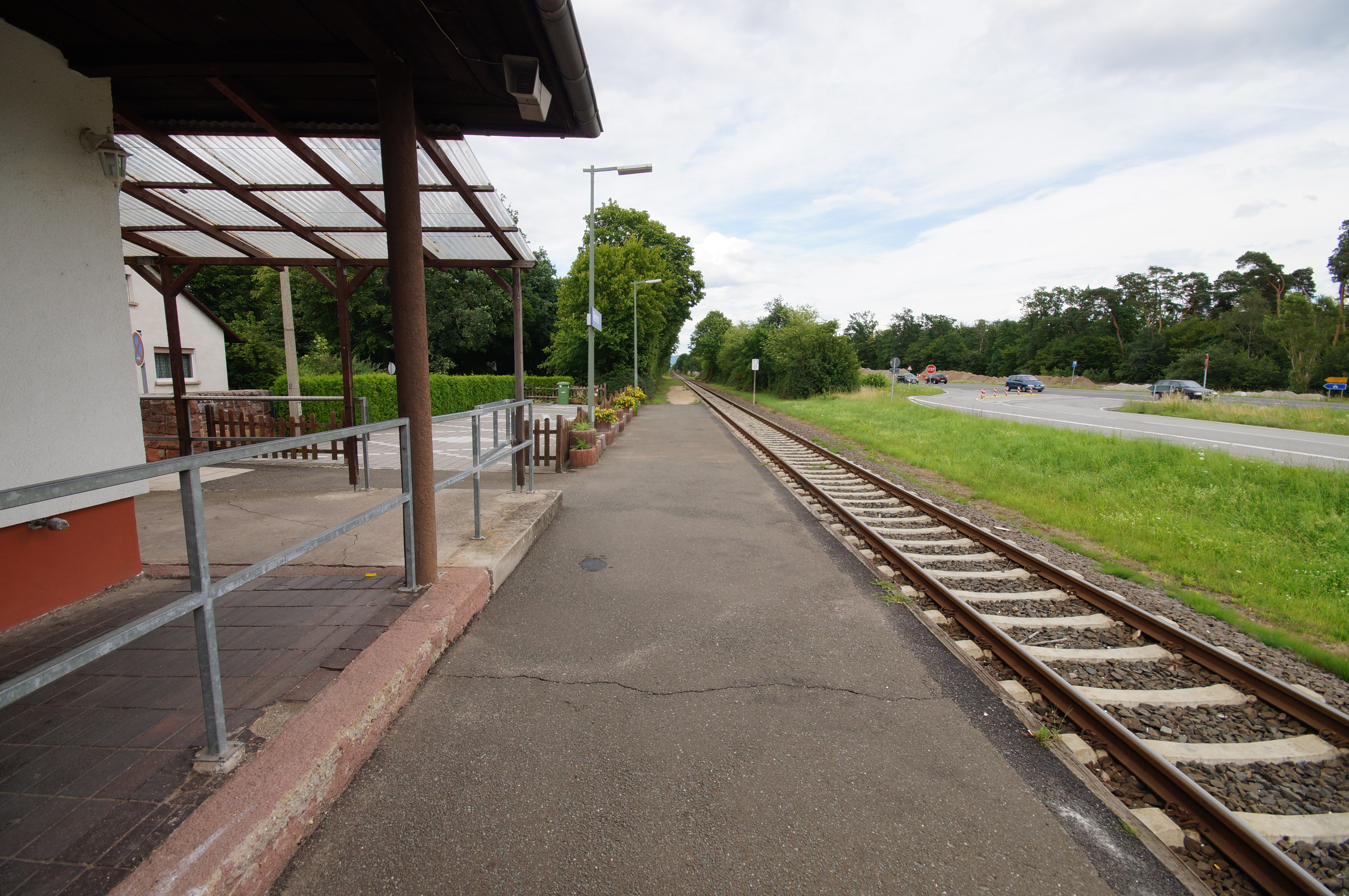
Bahnsteig des Haltepunktes Riedrode

Der Haltepunkt Riedrode ist die Bahnstation des Bürstädter Stadtteils Riedrode. Der Haltepunkt liegt am südlichen Ortsrand. Unweit des Haltepunktes schafft ein Bahnübergang die einzige öffentliche Zufahrtsstraße in den Ort. Der Ort selbst entstand erst in den 1930er Jahren, als dort Landwirte aus dem Vogelsberg angesiedelt wurden. Zum 15. Mai 1939 erhielt er einen eigenen Haltepunkt.

### Lorscher Wald

Ehemaliger Haltepunkt Lorscher Wald

Der Haltepunkt Lorscher Wald erschloss das gleichnamige Waldgebiet zwischen Riedrode und Lorsch. Er wurde zum 1. August 1909 nachträglich in Betrieb genommen und war mit Personal besetzt: Er erhielt einen Anschluss an die Telegrafenleitung. Zum 15. Mai 1939 wurde er geschlossen, als der Haltepunkt Riedrode eröffnet wurde.

### Lorsch

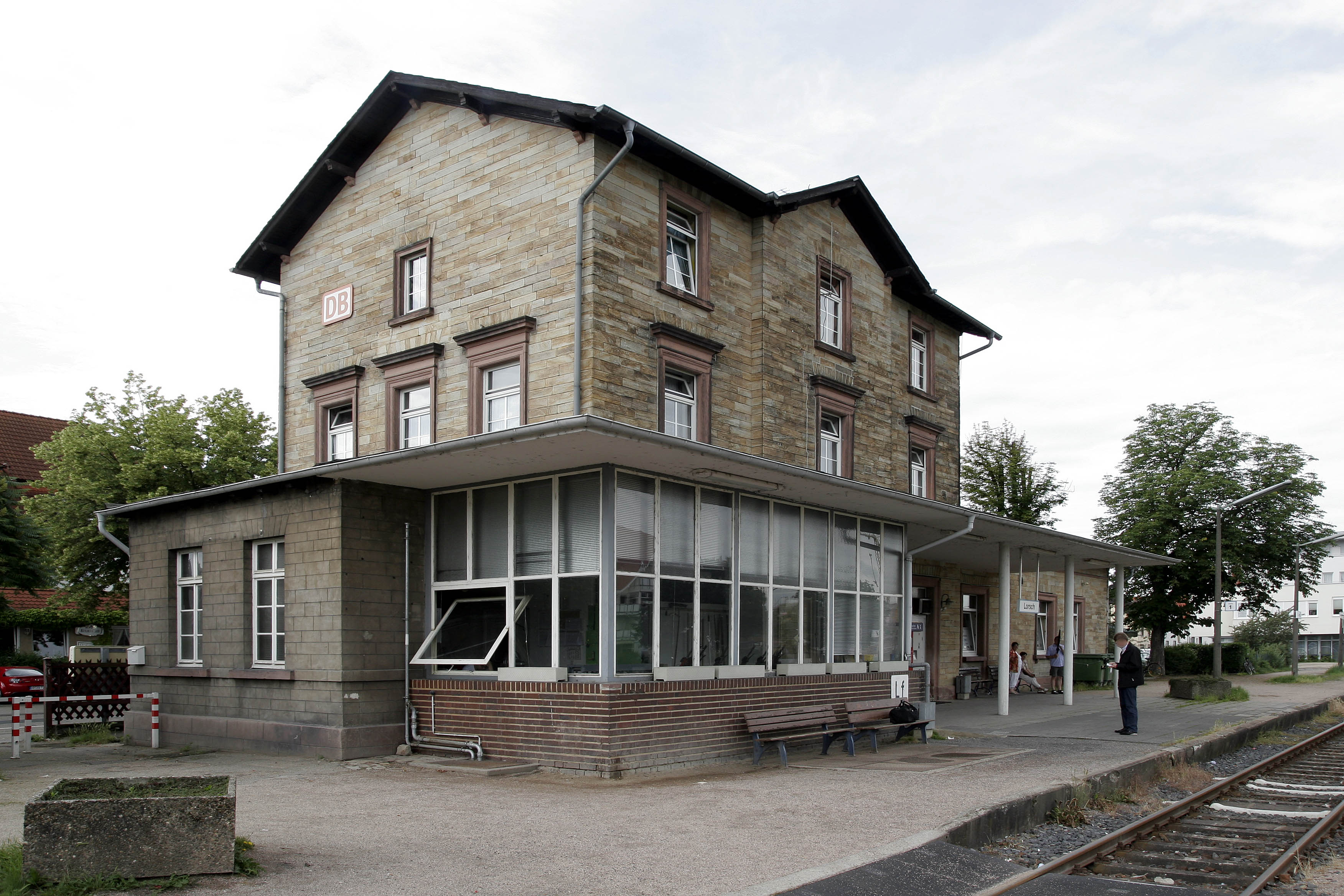
Der Lorscher Bahnhof im Mai 2007 (Bahnseite)

Der Bahnhof Lorsch ist die einzig verbliebene Kreuzungsmöglichkeit zwischen Bürstadt und Bensheim. Zugkreuzungen finden jedoch nur noch vereinzelt in den werktäglichen Hauptverkehrszeiten in Lorsch statt. Von 1903 an zweigte hier die Verbindungskurve nach Heppenheim von der Strecke nach Bensheim ab, ehe sie einige Jahrzehnte später wieder stillgelegt wurde.

### Heppenheim (Bergstr)

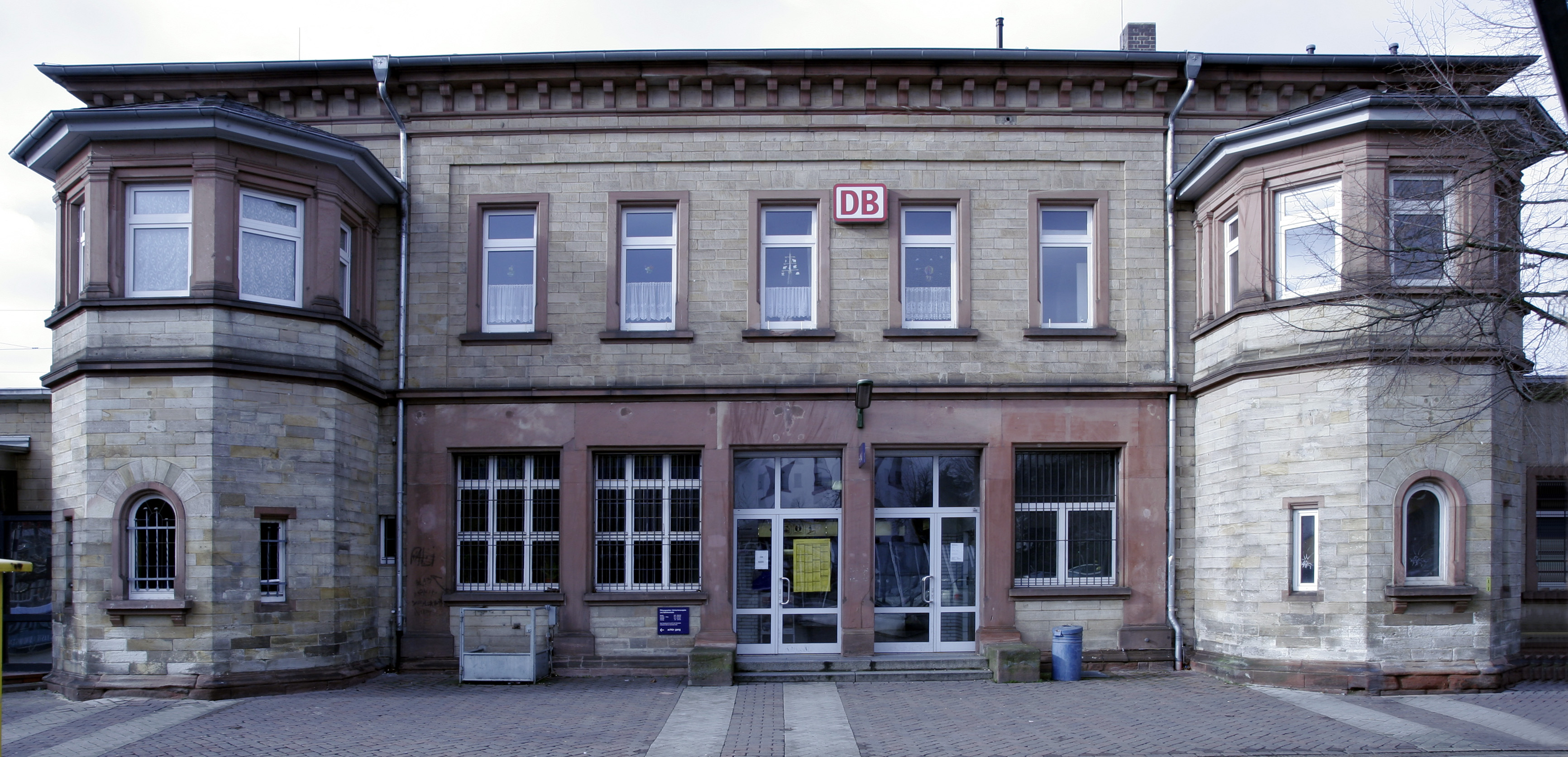
Bahnhof Bensheim, Endpunkt der Nibelungenbahn

Der Bahnhof Heppenheim (Bergstr) wurde im Zuge der Eröffnung des Streckenabschnittes Langen–Darmstadt–Heppenheim der Bahnstrecke Frankfurt am Main–Heidelberg der Main-Neckar-Eisenbahn-Gesellschaft am 22. Juni 1846 eröffnet. 1903 wurde die Verbindungsstrecke Heppenheim–Lorsch gebaut, die aufgrund der unterbliebenen Verbindung des Odenwaldes mit der Nibelungenbahn nach mehr als 30 Jahren wieder stillgelegt wurde.

### Bensheim
Der Bahnhof Bensheim wurde wie sein Pendant in Heppenheim im Zuge der Eröffnung des Streckenabschnittes Langen–Darmstadt–Heppenheim der Bahnstrecke Frankfurt am Main–Heidelberg am 22. Juni 1846 eröffnet. 1869 wurde die Nibelungenbahn zwischen Worms und Bensheim in Betrieb genommen, wodurch Bensheim zum Eisenbahnknotenpunkt wurde. 2018 wurde der Bahnhof außerdem in das Netz der S-Bahn RheinNeckar integriert und ist seitdem Endstation der S 6.